# دهرکی
دهرکی (به انگلیسی: Daharki) یک منطقهٔ مسکونی در پاکستان است که در ناحیه گهوتکی واقع شده‌است.